# Comuna Korîtne, Bilohirea
Korîtne (în ucraineană Коритне) este o comună în raionul Bilohirea, regiunea Hmelnîțkîi, Ucraina, formată din satele Iuvkivți și Korîtne (reședința).

## Demografie
Componența lingvistică a comunei Korîtne
     Ucraineană (99,64%)
     Alte limbi (0,36%)
Conform recensământului din 2001, majoritatea populației comunei Korîtne era vorbitoare de ucraineană (99,64%), existând în minoritate și vorbitori de alte limbi.